# 론 그린
론 그린(Lorne Greene, 1915년 2월 12일 ~ 1987년 9월 11일)은 캐나다의 배우이다.

## 출연 작품
- 알라모 (1987)
- 아내의 반란 (1986)
- 총알탄 사나이 - TV 시리즈 (1982)
- 베틀스타 갤럭티카 3 (1980)
- 배틀스타 갤럭티카 - 1980년 TV 시리즈 (1980)
- 배틀스타 갤럭티카 2 (1978)
- 배틀스타 갤럭티카 (1978)
- 배틀스타 갤럭티카 - 78년 시리즈 (1978)
- 용감한 형제 (1977)
- 사랑의 유람선 (1977)
- 뿌리 (1977)
- 대지진 (1974)
- 일본 침몰 (1973)
- 데이빗 프로스트 쇼 (1969)
- 보난자 (1959)
- 페이튼 플레이스 (1957)
- 오텀 리브스 (1956)
- 샤이안 (1955)
- 최후의 증인 (1955)
- 은배 (1954)
- 오델로 (1953)
- 스튜디오 원 (1948)

## 같이 보기
- 서부극